# Ann Nonnen
Ann (Annie, Nanny) Nonnen, född 1815 i London, död 12 januari 1867 i Göteborg, var en svensk konstnär.
Hon var dotter till köpmannen John Nonnen och konstnären Anna Mathilda Lorent samt syster till Fanny, Edward, Mary (1808–1903), Emily och Charlotte Nonnen. Hon fick sin konstnärliga utbildning av sin mor och genom omfattande självstudier under föräldrarnas ledning. 
Efter John Nonnens död 1845 fick modern och ogifta systrarna Ann, Mary, Emily och Charlotte årliga underhåll av Carnegie för att kunna bo kvar på familjens landeri Liseberg strax utanför Göteborg. Trots begränsad ekonomi deltog systrarna i det göteborgska societetslivet, reste mycket och undervisade även ungdomar i teckning och måleri. 
Under 1860-talet fick Ann möjlighet att studera akvarellmåleri för William Riviere i London och medverkade då vid två tillfällen på Royal Academys utställningar i London. Tillbaka i Sverige utförde hon två genremålningar, som sändes till London, men båten sjönk vid Doggers bank och med den Nannys målningar. Hon hade länge varit sjuklig och i hopp om att hennes hälsa skulle förbättras, bekostade en vän en resa till Schweiz, men hon hann aldrig resa utan dog på Liseberg den 12 januari 1867.
Ann Nonnens konst består av topografiska blad akvareller och teckningar motiv från Göteborg och Storbritannien samt porträtt av släktingar och personer inom vänkretsen. Nonnen finns representerad vid Göteborgs historiska museum och Västergötlands museum i Skara.